# Porto di Catania
Il porto di Catania (in sigla CTA) è un porto artificiale prospiciente la città nell'omonimo golfo. La sua attuale struttura risale al XX secolo.

## Storia
Le prime testimonianze di un porto sono già presenti in epoca romana tramite alcuni scritti in latino che riferivano di un porto legato al commercio del grano e dei cereali. Ad oggi l'ubicazione del porto è sconosciuta.
Nel X secolo i Saraceni costruirono un porticciolo che fungeva da approdo per piccole imbarcazioni e per i commerci.
Il primo porto vero e proprio a Catania venne costruito su iniziativa del re Alfonso V d'Aragona nel 1438, nello stesso luogo di quello saraceno. Il porto venne dotato di attrezzature adeguate all'attracco di grossi vascelli da trasporto e da guerra, il caricatore del porto divenne ben presto uno dei più importanti dell'isola ed eliminò la concorrenza delle città più piccole nelle vicinanze. Le violente mareggiate del golfo di Catania distrussero più volte i moli artificiali che venivano costruiti. L'evento più drammatico si verificò nel 1601, quando una mareggiata di inaudita violenza cancellò ogni struttura lasciando soltanto un mucchio di pietre.
All'inizio del XVIII secolo, si realizzò, da parte dei Borbone, quello che possiamo vedere ancora oggi. Il porto venne realizzato con tecniche moderne e la diga foranea fu realizzata con grande attenzione alla robustezza del manufatto, facendo attenzione a quanto avvenuto nei secoli precedenti. Nel corso del secolo vennero apportati miglioramenti ed agli inizi del XIX secolo, sempre dietro l'impulso borbonico, il porto migliorò le sue strutture.
Dopo la costruzione della Ferrovia Messina-Catania, il 1º luglio 1869 la Stazione di Catania Centrale venne collegata al porto mediante un raccordo in discesa lungo 914 metri, costruendovi inoltre un fascio di binari e la Stazione di Catania Marittima. Intorno al 1898, anche la Ferrovia Circumetnea raggiunse il porto, costruendovi una stazione di testa.
Intorno agli anni trenta del XX secolo, il regime fascista decise di ristrutturare il porto apportandovi notevoli modifiche; venne eseguito l'interramento e la costruzione delle banchine, denominate Molo Crispi, ad est degli Archi della Marina che vennero attrezzate per l'attracco delle navi. Fino ad allora il mare lambiva le mura della città in prossimità della Porta Uzeda. Ciò gli fece raggiungere la struttura attuale e lo rese uno dei porti più moderni dell'Italia meridionale. Venne prolungata la diga foranea di altri 600 metri ed irrobustite le difese dei moli; sulla diga foranea venne inoltre costruita una grandissima gru a sbalzo per le operazioni di carico e scarico.
Durante il secolo la struttura è stata sensibilmente modificata tanto da spostare le banchine di circa 100 metri verso il mare guadagnando così degli spazi per l'ampliamento delle banchine stesse e della viabilità interna al porto. Alla metà del secolo scorso gran parte della diga foranea venne fortemente danneggiata da una mareggiata di grandi proporzioni e poi ricostruita.

## Il traffico
Il porto è essenzialmente di tipo mercantile, anche se da alcuni decenni sono state attivate delle linee di traghettamento di veicoli industriali verso porti del centro e nord Italia, consentendo così ai camion di evitare l'autostrada Salerno-Napoli non adeguata ad un traffico snello con il nord Italia.
| Anno | Totale passeggeri | Variazione % | Totale merci* | Variazione % | Totale TEU** | Variazione % |
| ---- | ----------------- | ------------ | ------------- | ------------ | ------------ | ------------ |
| 2022 | 137 131           | Stabile      | 7 978 049     | Stabile      | 52142        | Stabile      |

Esiste anche un traffico passeggeri anche se limitato a navi da crociera.
Nel Settembre 2020, Mercitalia Logistics del Gruppo Trenitalia ha avviato una tratta di trasporto intermodale solo merci, che collega il porto di Catania all'interporto di Bologna.